# Verrucapelma conifera
Verrucapelma conifera är en ringmaskart som beskrevs av Barnich, Sun och Fiege 2004. Verrucapelma conifera ingår i släktet Verrucapelma och familjen Polynoidae. Inga underarter finns listade i Catalogue of Life.